# مارياج دامور (زواج عن حب)
مارياج دامور (بالفرنسية: Mariage d'amour)‏ (بالإنجليزية:  Marriage of Love)‏ (بالعربية:  زواج عن حب) هي قطعة من موسيقى البيانو الفرنسية المنفردة، ألحان بول دي سينيفيل في عام 1979، وأداها عازف البيانو ريتشارد كلايدرمان من ألبومه "Lettre À Ma Mère" (رسالة إلى أمي) في عام 1979.  في وقت لاحق، قام عازف البيانو جورج ديفيدسون بتنفيذ هذه المقطوعة الموسيقية من ألبومه "My Heart Will Go On" بنسخة مختلفة قليلاً.  يُنسب هذا الإصدار في بعض الأحيان إلى فريدريك شوبان بعنوان "Spring Waltz" نتيجة تحميل فيديو لها على موقع يوتيوب بعنوان خاطئ، والذي وصل إلى أكثر من 34 مليون مشاهدة قبل إزالته.   تم تحميل عدة نسخ جديدة بهذا العنوان الخاطئ على يوتيوب، وقد وصل أحدها إلى أكثر من 100 مليون مشاهدة. 

## التلحين
تم كتابة القطعة في مفتاح G صغير. وقد تسببة بتغير نسبة الإيقاع بحوالي 72 نبضة في الدقيقة، كذلك تغير توقيع الوقت عدة مرات، بدءًا من 4/4، ثم ينتقل إلى 5/4 و3/4، ثم يعود إلى 4/4. كما أن لديها كوردات متسلسلة من Gm-Cm-F – B ♭ –D.

## روابط خارجية
- ريتشارد كلايدرمان يؤدّي حفل زفاف Mariage d'amour
- Mariage d'amour الموسيقى ورقة
- الموقع الرسمي لريتشارد كلايدرمان
- بول دي سينفيل في فريق دلفين